# 説教
説教（せっきょう）とは、宗教の教義・教典を、その信者や民衆に、口頭で説き明かすこと。また、そこで話される内容そのものを指す場合もある。転じて、目下の者に対して、教え導くために言い聞かせることや、堅苦しい教訓をいう場合もある（「親に説教される」など）。
本来の語義における説教の場面では、説教をする者（説教者、説教家）は、一般信徒や民衆よりも高度で専門的な教義・教典についての知識や見識を有する者であること、さらにそれをわかりやすく教え伝える能力に長けていることが期待される。

## 仏教

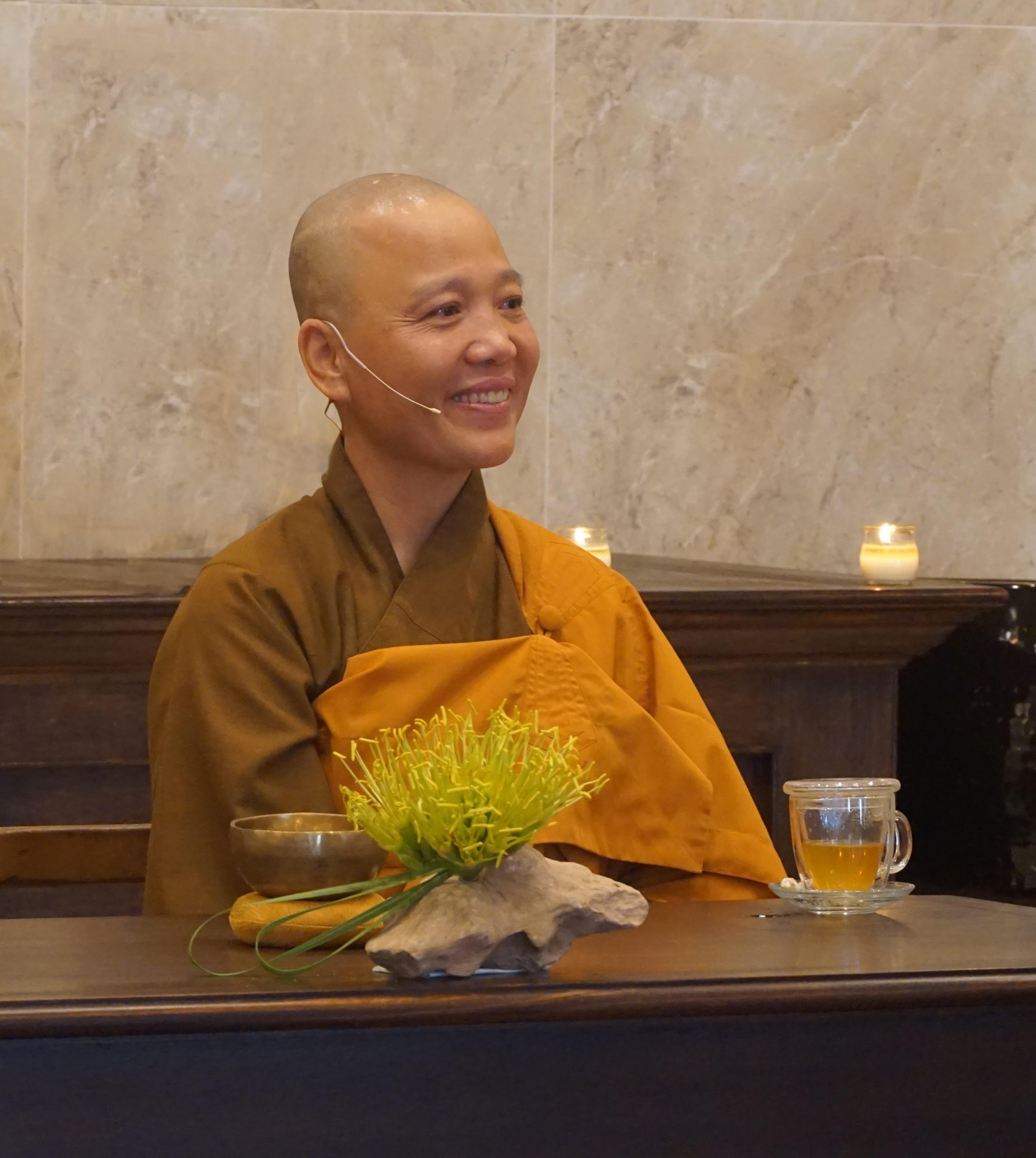
法話を行う禅師Thich Dieu Thien（2021年）

仏教においても説教は古来から行われてきたが、日本では「説教」「説経」両方の表記があり、法話とも称される。仏の教えを説き伝えることを説法ともいう。「説教」ないし「説経」の場合は、本来の法話の意味のみならず、芸能の一領域を意味することも多い。
ことばに抑揚をつけて行う説教（説経）は6世紀の仏教伝来以来、日本でも古くから行われていたとされ、特に平安時代末期から鎌倉時代にかけてあらわれた安居院流（あぐいりゅう）と寛元年間（1243年-1247年）に園城寺の定円がおこしたといわれる三井寺流が節付説教（唱導）の二大流派として成立した。
「説経」が、伴奏楽器を鳴らし、あるいは踊りをともなったりして説経節や説経浄瑠璃などとして芸能化していくのに対し、「唱導」の方は必ずしもただちに芸能化せず、説教（法話）のかたちでのこったと考えられる。しかし、この説教と説経節・ちょんがれとが結びついて中世の「節付説教」、さらに近世の「節談説教」へと発展していった。節談説教は、江戸時代において民衆の娯楽となったいっぽう、浪曲・講談・落語など近世成立の諸芸能の母体となったが、これももともと唱導が音韻抑揚の節をもっていたことに由来すると考えられる。
説教をなりわいとする人びとを説教師といった。落語の祖といわれる江戸時代初期の安楽庵策伝も説教師のひとりであったとされる。説教師は、明治期までその役割が持続し、全国各地の説教所を巡業する人気の説教師もいた。説教は話芸全般の母体となったものの、同時にその分化が進む過程で、布教純化の点から主流派から疎まれる存在となり、昭和以降は衰亡が目立った。

## キリスト教

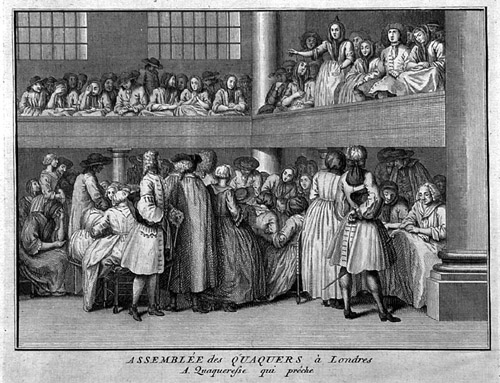
18世紀にロンドンの集会で説教するクエーカーの女性説教者

- キリスト教における説教とは、牧師や伝道者などによって通常礼拝など、キリスト教集会の中でなされる口頭による聖書の解釈を指す。しかし、単に聖書の解釈を口述するだけでは、「聖書研究」といえても「説教」にはならない。聖書の真理が、ひとつの主題に基づいてメッセージとして語られる時「説教」と言えるものになる。「説経」とも言う。メッセージ (message) とは、その説教の中心をなす聖書の真理の、正しい釈義に基づいた現代的適用を指す。
- 聖書の解説と離れた説教者の単なる意見の表明は、正確な意味では「説教」ではなく、個人的見解の「講義」にしか過ぎない。方法論においては、修辞学で教える手法と共通するものがあるが、説教と演説との相違は、聖書が基礎となってその真理が適切に解説・適用されているかいないかで、それがなされている時のみ「説教」という。
- 説教学では、真理と人格と言う二つの要素があって、説教が成り立つとする。すなわち、聖書の真理が正しく解説され、しかも、それが単にことばによってではなく、真理が、語る者の人格が説教を通して滲み出るとき、説教がなされたといえよう。「その説教を準備するのに、どのくらいの時間が掛かりましたか」との質問に対して、その時40歳代であったあるイングランドの説教者が「40年掛かりました」と答えたことは有名な話である。
- ただ、例外的なものではあるが、国家の統治をすすめることも眼目のひとつとして、いわゆる支配層が公定した説教集も存在する。1563年のイングランドの「39箇条」の第35条に示されたものがある[5]。
- キリスト教史上で有名な説教としては、イエス・キリストによる「山上の垂訓」がある。また説教の種類も、説教の構成に従えば、題詞説教 (Textual Sermon)、主題説教 (Topical Sermon)、講解説教 (Expository Sermon) などがあり、その目的に従って分類すれば、礼拝説教、伝道説教などがある。説教の分類法はこの他にもある。
- 牧師でない信徒伝道者による説教を、「奨励」「証」などと称し区別することもある。
- 説教は屋外で野外説教として行われることもある。